# بلوم اونت فوس ب‌فاو ۲۳۸
بلوم اونت فوس ب‌فاو ۲۳۸ (به آلمانی: Blohm & Voss BV 238) یک قایق پرنده شش‌موتوره ساخت شرکت بلوم اونت فوس در آلمان بود که اواخر جنگ جهانی دوم طراحی شد اما عملیاتی نشد. این قایق پرنده سنگین‌ترین هواگرد جنگ و بزرگ‌ترین هواگرد تولید شده توسط نیروهای محور بود.

## طراحی
گروه طراحی ریشارت فوگت، مهندس آلمانی، ماه نوامبر سال ۱۹۴۰ کار بر روی طرح یک هواگرد جدید از نوع قایق پرنده برای نقش شناسایی برد بلند و ترابری، را آغاز کرد. نتیجه «بلوم اونت فوس ب‌فاو ۲۳۸» نام گرفت. در این طرح هواگرد نیرو محرکه خود را از چهار موتور ۲۴ سیلندر یونکرس یومو ۲۲۳ می‌گرفت. هر موتور به‌شکل جعبه‌ای، چهار ردیف شش سیلندری داشت. ماه ژوئیه سال ۱۹۴۱ مسّلَم شد که این موتور در دسترس نخواهد بود تا طراحی مجدد انجام شود. اواخر سال ۱۹۴۱ سه پیش‌نمونه ب‌فاو ۲۳۸آ با موتور دایملر-بنتس دی‌ب ۶۰۳ و یک پیش‌نمونه ب‌فاو ۲۳۸ب با موتور شعاعی ب‌ام‌و ۸۰۱ سفارش شد. مدت کوتاهی بعد شرکت بلوم اونت فوس نمونه خشکی‌پایه ب‌فاو ۲۳۸ که بعداً ب‌فاو ۲۵۰ نام گرفت، را نیز ارائه کرد. در این مدل کف شناوری با محفظه بمب جایگزین شد. این هواگرد می‌توانست در عملیات شناسایی راهبردی تا ساحل غربی ایالات متحده برسد. چهار پیش‌نمونه سفارش و کار ساخت سه هواگرد آغاز شد اما هیچگاه تکمیل نگردید.
یک نمونه تحقیقاتی از ب‌فاو ۲۳۸ به اندازه یک‌چهارم آن و چهار موتور ۲۱ اسب بخاری، با عنوان اف‌په‌گه ۲۲۷، تولید شد. اسیران جنگی فرانسوی عامدانه به این هواگرد هنگام انتقال آن به تراومونده برای کارآزمایی، آسیب زدند. در نتیجه هواگرد در ابتدا قادر به برخاستن نشد. در نخستین پراوز در ماه سپتامبر سال ۱۹۴۴ هر چهار موتور آن از کار افتاد و هواگرد آسیب بیشتری دید.

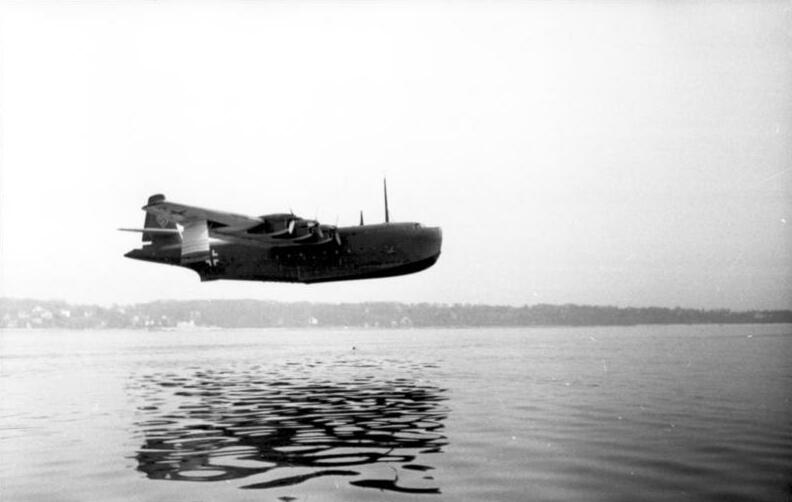
ب‌فاو ۲۳۸فاو-۱

کارآزمایی پرواز نخستین پیش‌نمونه با عنوان ب‌فاو ۲۳۸فاو-۱ ماه آوریل سال ۱۹۴۵ آغاز شد. این هواگرد به عنوان یک پروژه عظیم از نظر ابداع بزرگ‌ترین هواگرد جهان نبود (توپولف آنت-۲۰، بزرگ‌ترین هواگرد آن زمان) اما سنگین‌وزن‌ترین بود. در وزن کامل برای برخاستن به راکت کمکی نیاز داشت. جنگنده‌های پی-۵۱ موستانگ آمریکایی اواخر سال ۱۹۴۴ فاو-۱ را در لنگرگاه خود در دریاچه شال غرق کردند. در این هنگام کار ساخت فاو-۲ و فاو-۳ تقریباً تمام شده بود و ساخت فاو-۴ و فاو-۵ پیشرفت زیادی داشت. با این حال، با از دست رفتن تنها هواگرد پرواز کرده و نیاز فراوان لوفت‌وافه، برنامه توسعه ب‌فاو ۲۳۸ در نهایت متوقف شد.

## مشخصات فنی
ب‌فاو ۲۳۸فاو-۱:
مشخصات عمومی
- طول: ۴۳٫۳۶ متر
- طول بال: ۶۰٫۱۷ متر
- مساحت بال: ۳۶۰ متر مربع
- ارتفاع: ۱۲٫۸ متر
- وزن خالی: ۵۴٬۷۸۰ کیلوگرم
- حداکثر وزن هنگام برخاستن:با اضافه‌بار ۱۰۰٬۰۰۰ کیلوگرم
- نیرومحرکه: ۶ × موتور خطی پیستونی دایملر-بنتس دی‌ب ۶۰۳گه: ۱٬۹۰۰ اسب بخار (۱٬۴۱۷ کیلووات)

عملکرد
- حداکثر سرعت: ۴۲۵ کیلومتر بر ساعت با وزن ۶۰٬۰۰۰ کیلوگرم در ۶٬۰۰۰ متری
- برد: حدوداً ۷٬۸۵۰ کیلومتر

تسلیحات (درنظرگرفته‌شده)
- ۲ × توپ خودکار ۲۰ میلی‌متری ام‌گه ۱۵۱ در برجک سقف
- ۴ × مسلسل ۱۳ میلی‌متری ام‌گه ۱۳۱ در برجک‌های دماغه، دُم و پشت بال‌ها
- ۱ × جفت مسلسل ۱۳ میلی‌متری ام‌گه ۱۳۱ در جایگاه پشت بدنه
- ۲۰ × بمب ۲۵۰ کیلوگرمی زیر بال‌ها
- ۴ × اژدر ۱٬۰۰۰ کیلوگرمی زیر بدنه
- ۴ × اژدر ال‌ده ۱۲۰۰ زیر بدنه
- ۴ × موشک هااس ۲۹۳ یا ۴ × بمب سرشی ب‌فاو ۱۴۳ زیر بدنه